# Peak Antifreeze & Motor Oil Indy 300 de 2010
O Peak Antifreeze & Motor Oil Indy 300 de 2010 foi a décima quarta corrida da temporada de 2010 da IndyCar Series. A corrida foi disputada no dia 28 de agosto no Chicagoland Speedway, localizado na cidade de Joliet, Illinois. O vencedor foi o australiano Ryan Briscoe, da equipe Team Penske.

## Pilotos e Equipes
No total 29 carros foram inscritos para corrida.
| Nº | Piloto                  | Equipe                     | Chassis | Motor | Pneu |
| -- | ----------------------- | -------------------------- | ------- | ----- | ---- |
| 2  | Raphael Matos           | de Ferran Dragon Racing    | Dallara | Honda | F    |
| 3  | Hélio Castroneves       | Team Penske                | Dallara | Honda | F    |
| 4  | Dan Wheldon             | Panther Racing             | Dallara | Honda | F    |
| 5  | Takuma Sato (R)         | KV Racing Technology       | Dallara | Honda | F    |
| 6  | Ryan Briscoe            | Team Penske                | Dallara | Honda | F    |
| 7  | Danica Patrick          | Andretti Autosport         | Dallara | Honda | F    |
| 8  | E. J. Viso              | KV Racing Technology       | Dallara | Honda | F    |
| 9  | Scott Dixon             | Chip Ganassi Racing        | Dallara | Honda | F    |
| 10 | Dario Franchitti        | Chip Ganassi Racing        | Dallara | Honda | F    |
| 11 | Tony Kanaan             | Andretti Autosport         | Dallara | Honda | F    |
| 12 | Will Power              | Team Penske                | Dallara | Honda | F    |
| 14 | Vitor Meira             | A. J. Foyt Enterprises     | Dallara | Honda | F    |
| 18 | Milka Duno              | Dale Coyne Racing          | Dallara | Honda | F    |
| 19 | Alex Lloyd (R)          | Dale Coyne Racing          | Dallara | Honda | F    |
| 20 | Ed Carpenter            | Panther Racing             | Dallara | Honda | F    |
| 21 | Davey Hamilton          | de Ferran Dragon Racing    | Dallara | Honda | F    |
| 22 | Justin Wilson           | Dreyer & Reinbold Racing   | Dallara | Honda | F    |
| 24 | Ana Beatriz (R)         | Dreyer & Reinbold Racing   | Dallara | Honda | F    |
| 26 | Marco Andretti          | Andretti Autosport         | Dallara | Honda | F    |
| 32 | Mario Moraes            | KV Racing Technology       | Dallara | Honda | F    |
| 34 | Bertrand Baguette (R)   | Conquest Racing            | Dallara | Honda | F    |
| 36 | Tomas Scheckter         | Conquest Racing            | Dallara | Honda | F    |
| 37 | Ryan Hunter-Reay        | Andretti Autosport         | Dallara | Honda | F    |
| 66 | Jay Howard              | Sarah Fisher Racing        | Dallara | Honda | F    |
| 67 | Sarah Fisher            | Sarah Fisher Racing        | Dallara | Honda | F    |
| 77 | Alex Tagliani           | FAZZT Race Team            | Dallara | Honda | F    |
| 78 | Simona de Silvestro (R) | HVM Racing                 | Dallara | Honda | F    |
| 02 | Graham Rahal            | Newman/Haas/Lanigan Racing | Dallara | Honda | F    |
| 06 | Hideki Mutoh            | Newman/Haas/Lanigan Racing | Dallara | Honda | F    |

- (R) - Rookie

## Resultados

### Treino classificatório
| 1         | 6  | Ryan Briscoe            | Team Penske              | 25.2945 | 25.2912 | 50.5857 |
| 2         | 10 | Dario Franchitti        | Chip Ganassi Racing      | 25.3997 | 25.3627 | 50.7624 |
| 3         | 12 | Will Power              | Team Penske              | 25.3731 | 25.4061 | 50.7792 |
| 4         | 3  | Hélio Castroneves       | Team Penske              | 25.4085 | 25.3817 | 50.7902 |
| 5         | 26 | Marco Andretti          | Andretti Autosport       | 25.4063 | 25.4202 | 50.8265 |
| 6         | 02 | Graham Rahal            | Newman/Haas Racing       | 25.4148 | 25.4133 | 50.8281 |
| 7         | 4  | Dan Wheldon             | Panther Racing           | 25.4398 | 25.4391 | 50.8789 |
| 8         | 06 | Hideki Mutoh            | Newman/Haas Racing       | 25.4511 | 25.4381 | 50.8892 |
| 9         | 37 | Ryan Hunter-Reay        | Andretti Autosport       | 25.4585 | 25.4489 | 50.9074 |
| 10        | 5  | Takuma Sato (R)         | KV Racing Technology     | 25.4780 | 25.4374 | 50.9154 |
| 11        | 20 | Ed Carpenter            | Panther Racing           | 25.4883 | 25.4540 | 50.9423 |
| 12        | 7  | Danica Patrick          | Andretti Autosport       | 25.5090 | 25.4526 | 50.9616 |
| 13        | 11 | Tony Kanaan             | Andretti Autosport       | 25.5123 | 25.4773 | 50.9896 |
| 14        | 19 | Alex Lloyd (R)          | Dale Coyne Racing        | 25.5235 | 25.5050 | 51.0285 |
| 15        | 9  | Scott Dixon             | Chip Ganassi Racing      | 25.5430 | 17.5331 | 51.0761 |
| 16        | 8  | E. J. Viso              | KV Racing Technology     | 25.5454 | 25.5447 | 51.0901 |
| 17        | 36 | Tomas Scheckter         | Conquest Racing          | 25.5749 | 25.5430 | 51.1179 |
| 18        | 2  | Raphael Matos           | de Ferran Dragon Racing  | 25.5667 | 25.5795 | 51.1462 |
| 19        | 77 | Alex Tagliani           | FAZZT Race Team          | 25.5983 | 25.5634 | 51.1617 |
| 20        | 34 | Bertrand Baguette (R)   | Conquest Racing          | 25.6104 | 25.6058 | 51.2162 |
| 21        | 32 | Mario Moraes            | KV Racing Technology     | 25.6085 | 25.6615 | 51.2700 |
| 22        | 24 | Ana Beatriz (R)         | Dreyer & Reinbold Racing | 25.6389 | 25.6381 | 51.2770 |
| 23        | 22 | Justin Wilson           | Dreyer & Reinbold Racing | 25.6405 | 25.6470 | 51.2875 |
| 24        | 14 | Vitor Meira             | A. J. Foyt Enterprises   | 25.6796 | 25.6751 | 51.3547 |
| 25        | 67 | Sarah Fisher            | Sarah Fisher Racing      | 25.6733 | 25.6840 | 51.3573 |
| 26        | 18 | Milka Duno              | Dale Coyne Racing        | 25.7110 | 25.7232 | 51.4342 |
| 27        | 78 | Simona de Silvestro (R) | HVM Racing               | 25.7199 | 25.7426 | 51.4625 |
| 28        | 21 | Davey Hamilton          | de Ferran Dragon Racing  | 25.7617 | 25.7434 | 51.5051 |
| 29        | 66 | Jay Howard (R)          | Sarah Fisher Racing      | 25.8043 | 25.7948 | 51.5991 |
| Relatório |    |                         |                          |         |         |         |

- (R) - Rookie

### Corrida
| Pos       | Nº | Piloto                  | Equipe                   | Voltas | Tempo        | Largada | Voltas na Liderança | Pontos |
| --------- | -- | ----------------------- | ------------------------ | ------ | ------------ | ------- | ------------------- | ------ |
| 1         | 10 | Dario Franchitti        | Chip Ganassi Racing      | 200    | 1:47:49.5783 | 2       | 28                  | 50     |
| 2         | 4  | Dan Wheldon             | Panther Racing           | 200    | +0.0423      | 7       | 14                  | 40     |
| 3         | 26 | Marco Andretti          | Andretti Autosport       | 200    | +0.1051      | 5       | 3                   | 35     |
| 4         | 37 | Ryan Hunter-Reay        | Andretti Autosport       | 200    | +0.1631      | 9       | 2                   | 32     |
| 5         | 11 | Tony Kanaan             | Andretti Autosport       | 200    | +0.3408      | 13      | 0                   | 30     |
| 6         | 3  | Hélio Castroneves       | Team Penske              | 200    | +0.4868      | 4       | 0                   | 28     |
| 7         | 22 | Justin Wilson           | Dreyer & Reinbold Racing | 200    | +0.5953      | 23      | 0                   | 26     |
| 8         | 9  | Scott Dixon             | Chip Ganassi Racing      | 200    | +0.9137      | 15      | 0                   | 24     |
| 9         | 14 | Vitor Meira             | A. J. Foyt Enterprises   | 200    | +0.9588      | 24      | 0                   | 22     |
| 10        | 02 | Graham Rahal            | Newman/Haas Racing       | 200    | +0.9841      | 6       | 0                   | 20     |
| 11        | 6  | Ryan Briscoe            | Team Penske              | 200    | +1.0185      | 1       | 113                 | 19+3   |
| 12        | 34 | Bertrand Baguette (R)   | Conquest Racing          | 200    | +1.0833      | 20      | 0                   | 18     |
| 13        | 06 | Hideki Mutoh            | Newman/Haas Racing       | 200    | +1.3042      | 8       | 0                   | 17     |
| 14        | 7  | Danica Patrick          | Andretti Autosport       | 200    | +1.5658      | 12      | 0                   | 16     |
| 15        | 67 | Sarah Fisher            | Sarah Fisher Racing      | 199    | +1 volta     | 25      | 10                  | 15     |
| 16        | 12 | Will Power              | Team Penske              | 199    | +1 volta     | 3       | 17                  | 14     |
| 17        | 32 | Mario Moraes            | KV Racing Technology     | 199    | +1 volta     | 21      | 0                   | 13     |
| 18        | 21 | Davey Hamilton          | de Ferran Dragon Racing  | 199    | +1 volta     | 28      | 0                   | 12     |
| 19        | 18 | Milka Duno              | Dale Coyne Racing        | 197    | +3 voltas    | 26      | 0                   | 12     |
| 20        | 20 | Ed Carpenter            | Conquest Racing          | 179    | Mecânico     | 11      | 3                   | 12     |
| 21        | 19 | Alex Lloyd (R)          | de Ferran Dragon Racing  | 162    | +38 voltas   | 14      | 3                   | 12     |
| 22        | 66 | Jay Howard (R)          | Sarah Fisher Racing      | 161    | Mecânico     | 29      | 0                   | 12     |
| 23        | 78 | Simona de Silvestro (R) | HVM Racing               | 150    | Mecânico     | 27      | 0                   | 12     |
| 24        | 24 | Ana Beatriz (R)         | Dreyer & Reinbold Racing | 88     | Contato      | 22      | 0                   | 12     |
| 25        | 77 | Alex Tagliani           | FAZZT Race Team          | 85     | Contato      | 19      | 1                   | 10     |
| 26        | 5  | Takuma Sato (R)         | KV Racing Technology     | 80     | Contato      | 10      | 0                   | 10     |
| 27        | 8  | E. J. Viso              | KV Racing Technology     | 80     | Contato      | 16      | 0                   | 10     |
| 28        | 36 | Tomas Scheckter         | Conquest Racing          | 4      | Contato      | 17      | 0                   | 10     |
| 29        | 2  | Raphael Matos           | de Ferran Dragon Racing  | 4      | Contato      | 18      | 0                   | 10     |
| Relatório |    |                         |                          |        |              |         |                     |        |

- (R) - Rookie

## Tabela do campeonato após a corrida
Observe que somente as dez primeiras posições estão incluídas na tabela.
| Pos | Var     | Piloto            | Pontos |
| --- | ------- | ----------------- | ------ |
| 1   | Estável | Will Power        | 528    |
| 2   | Estável | Dario Franchitti  | 505    |
| 3   | Estável | Scott Dixon       | 443    |
| 4   | Estável | Ryan Briscoe      | 406    |
| 5   | Estável | Hélio Castroneves | 398    |

| Pos | Var     | Piloto           | Pontos |
| --- | ------- | ---------------- | ------ |
| 6   | Estável | Ryan Hunter-Reay | 392    |
| 7   | Estável | Tony Kanaan      | 360    |
| 8   | Aumento | Marco Andretti   | 319    |
| 9   | Baixa   | Justin Wilson    | 316    |
| 10  | Estável | Dan Wheldon      | 309    |